# Suzaku (emperador)
L'emperador Suzaku (朱雀 天皇, Suzaku-Tennō, 7 de setembre del 923 - 6 de setembre del 952) va ser el 61è emperador del Japó, segons l'ordre tradicional de successió. Va regnar entre 930 i 946. Abans de ser ascendit al Tron de Crisantem, el seu nom personal (imina) era Príncep Imperial Hiroakira (Hiroakira-shinnō). També era conegut com a Príncep Imperial Yutaakira (Yutaakira-shinnō).